# 瓦達 (食品)

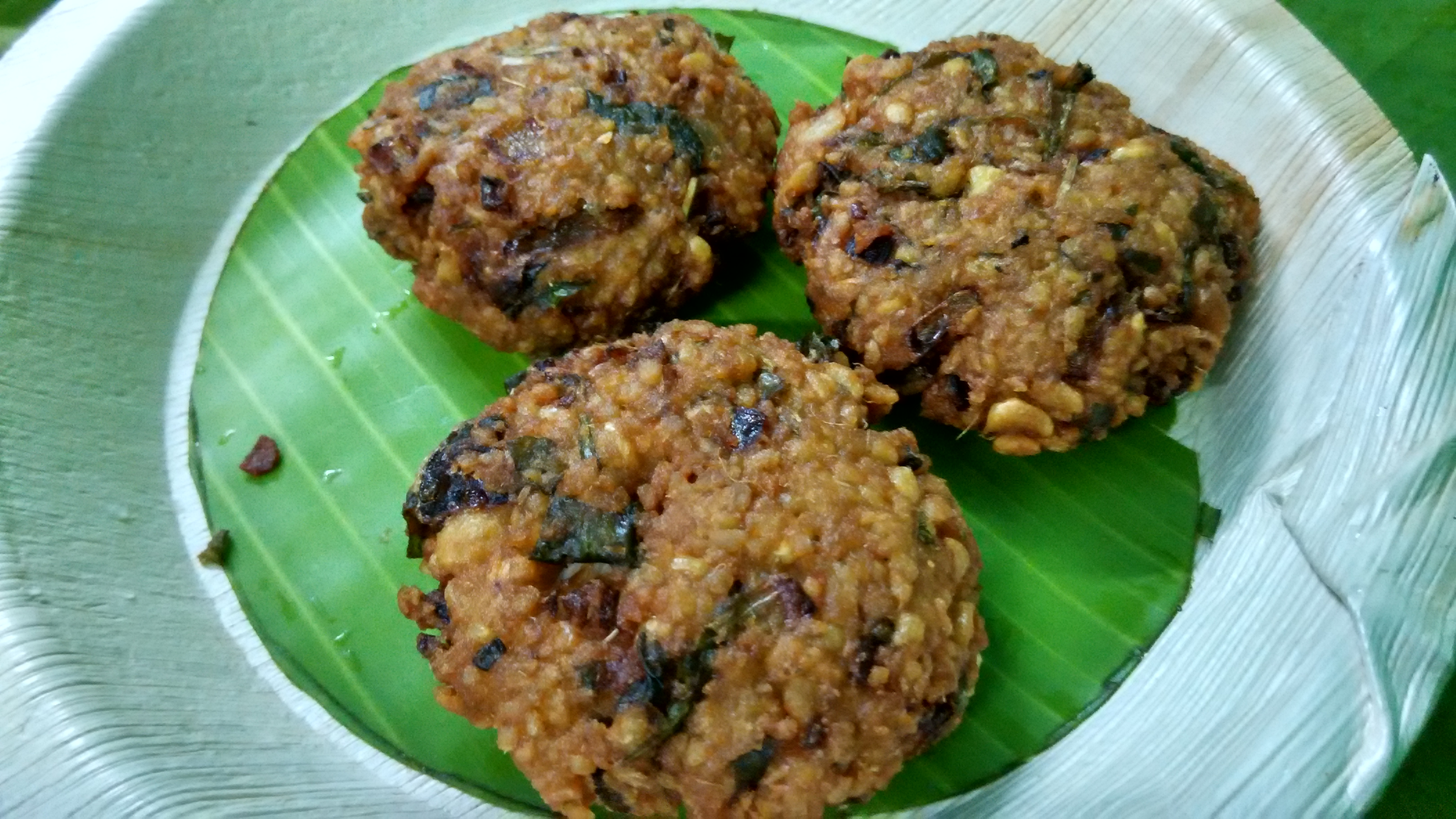

瓦達（Vada），也叫炸豆餅，是印度南部的一種麵食小吃和街頭小食，可以有包子、甜甜圈等不同形狀。其製作材料也比較多樣化，一般採用黑豆或扁豆作為主體，同時包入豆類、香料和咖哩葉，最終放入油鍋翻炸而成。
1. ↑  . BBC 英伦网.   [2024-07-15]. （原始内容存档于2024-07-15） （中文（繁體））.